# Албіно Фріаса
Албіно Фріаса Кардосо (порт. Albino Friaça Cardoso, 20 жовтня 1924, Порчинкула — 12 січня 2009, Ітаперуна) — бразильський футболіст, що грав на позиції нападника, зокрема, за клуби «Васко да Гама» та «Сан-Паулу», а також національну збірну Бразилії.
Дворазовий переможець Ліги Каріока. Переможець Ліги Пауліста. Переможець Клубного чемпіонату Південної Америки з футболу 1948. У складі збірної — володар Кубка Ріу-Бранку. 

## Клубна кар'єра
У футболі дебютував 1943 року виступами за команду «Васко да Гама», в якій провів шість сезонів. 
Своєю грою за цю команду привернув увагу представників тренерського штабу клубу «Сан-Паулу», до складу якого приєднався 1949 року. Відіграв за команду із Сан-Паулу наступні два сезони своєї ігрової кар'єри. Більшість часу, проведеного у складі «Сан-Паулу», був основним гравцем атакувальної ланки команди. У складі «Сан-Паулу» був одним з головних бомбардирів команди, маючи середню результативність на рівні 0,73 голу за гру першості.
Згодом з 1951 по 1956 рік грав у складі команд «Васко да Гама» та «Понте-Прета».
Завершив професійну ігрову кар'єру у клубі «Гуарані» (Асунсьйон), за команду якого виступав протягом 1957—1958 років.

## Виступи за збірну
1947 року дебютував в офіційних матчах у складі національної збірної Бразилії. Протягом кар'єри у національній команді провів у її формі 13 матчів, забивши 1 гол.
У складі збірної був учасником чемпіонату світу 1950 року у Бразилії, де разом з командою здобув «срібло», зігравши з Мексикою (4-0), Швейцарією (2-2), Іспанією (6-1) і Уругваєм (1-2).
Помер 12 січня 2009 року на 85-му році життя у місті Ітаперуна.

## Титули і досягнення

### Командні
- Переможець Ліги Каріока (2):

«Васко да Гама»: 1945, 1947
- Переможець Ліги Пауліста (1):

«Сан-Паулу»: 1949
- Переможець Клубного чемпіонату Південної Америки (1):

«Васко да Гама»: 1948
- Володар Кубка Ріу-Бранку (1): 1950
- Віце-чемпіон світу: 1950
- Переможець Панамериканського чемпіонату: 1952

### Особисті
Найкращий бомбардир Ліги Пауліста: 1949 (24 м'ячі, разом з Леонідасом)